# Hale Stadium
Le Hale Stadium est un stade omnisports américain (principalement utilisé pour le football américain et le soccer) situé à Nashville, la capitale du Tennessee.
Le stade, doté de 10 000 places et inauguré en 1953, sert d'enceinte à domicile pour l'équipe universitaire de l'Université d'État du Tennessee des Tigers du Tennessee State (pour le football américain et le soccer masculin et féminin).

## Histoire
Il est nommé d'après William J. Hale, le premier président des Tennessee State Tigers.
Construit en 1953, le stade, surnommé The Hole, sert tout d'abord comme stade à domicile aux équipes universitaires des Tennessee State Tigers, et ce jusqu'en 1999, lorsque les matchs à domicile sont relocalisés au Nissan Stadium, alors stade à domicile des Titans du Tennessee.
Permettre aux Tigers de jouer leurs matchs à domicile sur le nouveau site était une condition pour le financement du Nissan Stadium reçue par l'État du Tennessee. Après le déménagement, The Hole tombe dans un état de délabrement.
Le stade est utilisé en 1982 par l'équipe de soccer des Diamonds de Nashville de l'American Soccer League.